# Glee: The Music, The Christmas Album Volume 3
Glee: The Music, The Christmas Album, Volume 3 es el decimocuarto álbum de banda sonora del elenco de la serie de televisión estadounidense Glee. Cuenta con seis canciones de la cuarta temporada y cuatro canciones extra. Fue lanzado el 11 de diciembre de 2012.

## Rendimiento comercial
El álbum debutó en el número 20 en los Billboard 200 de los EE. UU., y en su segunda semana, el álbum cayó al número 54, vendiendo 25.000 copias.

## Lista de canciones
| N.º | Título                                   | Artista original       | Duración |  |
| 1.  | «Jingle Bell Rock»                       | Bobby Helms            | 2:32     |  |
| 2.  | «White Christmas»                        | Michael Bublé          | 3:36     |  |
| 3.  | «Have Yourself a Merry Little Christmas» | Judy Garland           | 3:35     |  |
| 4.  | «Silent Night»                           | Traditional            | 4:07     |  |
| 5.  | «Joy to the World»                       | Traditional            | 3:49     |  |
| 6.  | «The First Noël»                         | Traditional            | 2:24     |  |
| 7.  | «I'll Be Home for Christmas»             | Bing Crosby            | 3:16     |  |
| 8.  | «Feliz Navidad»                          | José Feliciano         | 2:50     |  |
| 9.  | «Hanukkah, Oh Hanukkah»                  | Traditional            | 2:08     |  |
| 10. | «Happy Xmas (War Is Over)»               | John Lennon y Yoko Ono | 3:39     |  |